# Ameronothridae
Ameronothridae zijn  een familie van mijten. Bij de familie zijn 9 geslachten met circa 40 soorten ingedeeld.